# Gleisfünfeck

Schematische Skizze eines Gleisfünfecks anhand eines fiktiven Gleisplans

Ein Gleisfünfeck oder Wendestern ist eine Form einer Wendeanlage als verschlungene Gleisfigur in Form eines Pentagramms, die zum Wenden von Schienenfahrzeugen, speziell Dampflokomotiven mit Schlepptender, dient. Oft ist der Stern etwas modifiziert, um Wenden der Lokomotive und Umfahren des Zuges zu kombinieren. Wendesterne wurden insbesondere in Italien in den 1920er und 1930er Jahren an Orten verwendet, wo man die Wartung von Drehscheiben als problematisch ansah.

## Aufbau

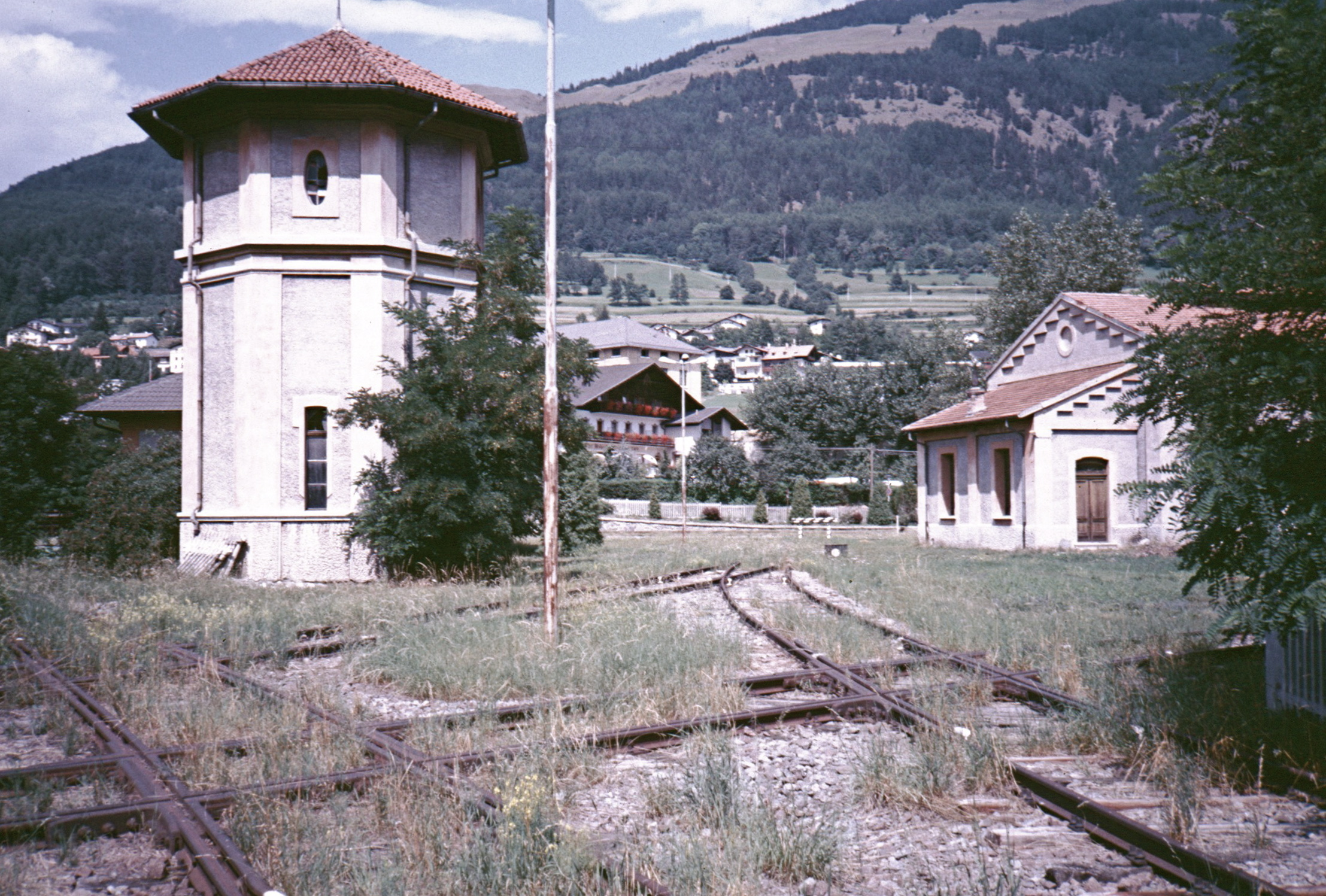
Das Gleisfünfeck in Mals, 1986

Ein Wendestern, der gleichzeitig das Umfahren des Zuges ermöglicht, besteht aus fünf Weichen (zwei davon zur Ein- und Ausfahrt), drei Kreuzungen und drei sternförmig angelegten Stumpfgleisen.
Im Gegensatz zu einem Gleisdreieck, wie es insbesondere von amerikanischen Eisenbahnen zum Wenden bekannt ist, ist das Gleisfünfeck konstruktiv um zwei zusätzliche Weichen und drei Kreuzungen aufwändiger, beansprucht jedoch bei gegebenem Mindestradius der Gleisbögen deutlich weniger Grundfläche.
Die Lokomotive wendet durch mehrfaches Vor- und Zurückstoßen, sog. Sägefahrten, wobei sie zunächst in ein äußeres, dann das innere und schließlich das andere äußere Stumpfgleis fährt, bevor sie gewendet den Stern zur anderen Seite hin verlässt. Das mehrfache, bei Dampflokomotiven aufwändige Umsteuern muss als betriebliches Hindernis gesehen werden (um gewendet wieder ins Ausgangsgleis zu gelangen, sind vier Richtungswechsel – mit Ankuppeln zur Rückfahrt sechs – nötig), doch müssen innerhalb des Sterns immerhin keine Weichen gestellt werden, wenn Rückfallweichen verwendet wurden.

## Vorkommen

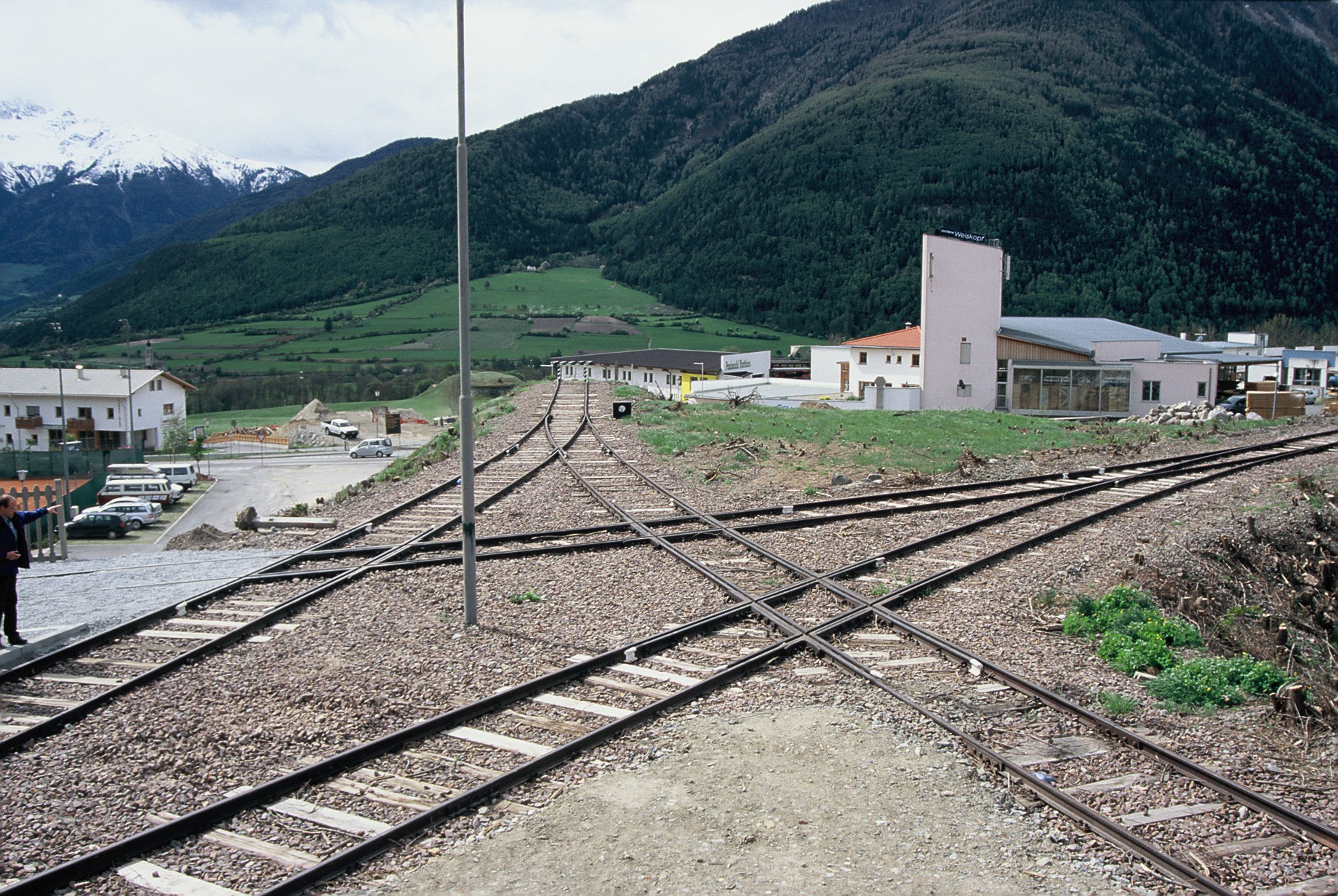
Der renovierte Wendestern in Mals am Tag der Wiedereröffnung der Vinschgaubahn am 5. Mai 2005

Gleisfünfecke sind aus Oberitalien und Sardinien belegt, konkret in Südtirol auf den Bahnhöfen Mals, Brenner und Innichen sowie in Predazzo und Verona Porta Nuova. Besonders die Anlage in Mals ist noch vollständig erhalten und seit der Reaktivierung der Vinschgaubahn 2005 für Museumsfahrten nutzbar.
- Wendestern Mals: 46° 41′ 0,4″ N, 10° 32′ 50,3″ O
- Bahnhof Innichen[5] (abgebaut): 46° 43′ 50,9″ N, 12° 16′ 14,4″ O

Auf Sardinien ist ein Wendestern (ital.: stella di inversione) erhalten:
- Bahnhof Carbonia: 39° 10′ 2,6″ N, 8° 30′ 41″ O
- Bahnhof Oristano (abgebaut): 39° 54′ 8,2″ N, 8° 36′ 21,9″ O

## Geschichte
Über den Grund dieser kompliziert und kurios anmutenden Gleisfigur ist in Eisenbahnzeitschriften wiederholt spekuliert worden.

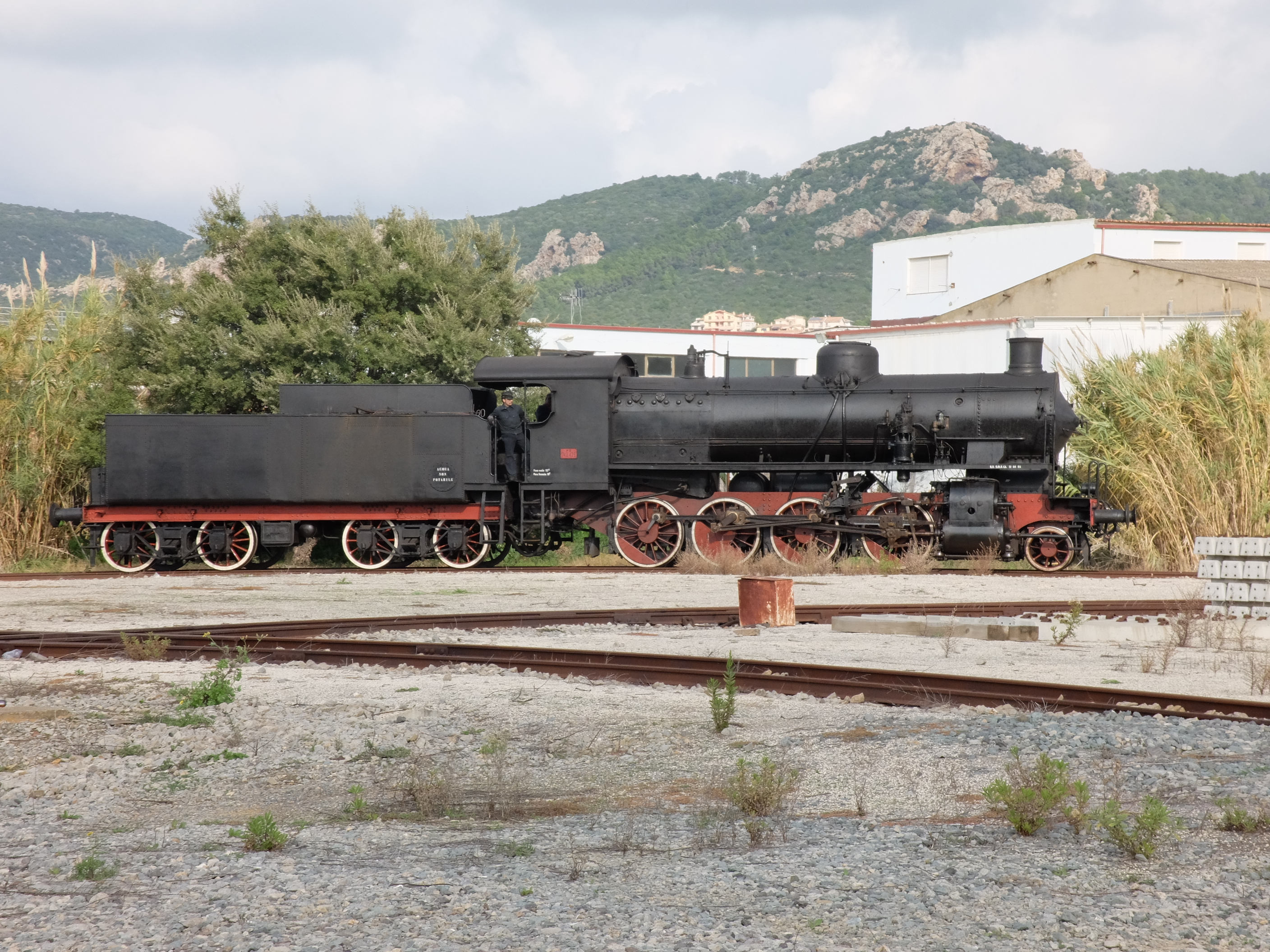
FS 740.423 wendet im Gleisfünfeck von Carbonia

Als unhaltbar hat sich die mehrfach geäußerte These erwiesen, die Gleisfünfecke seien Richtanlagen für Eisenbahngeschütze aus dem Ersten Weltkrieg: Alle Gleisfünfecke sind nachweislich erst später, in der Zwischenkriegszeit entstanden, im Fall von Mals im Rahmen der Erweiterung des Bahnhofs 1930. Auch entstand in den drei Südtiroler Bahnhöfen Mals, Brenner und Innichen erst nach dem Ersten Weltkrieg überhaupt die Notwendigkeit, Schlepptenderlokomotiven zu wenden: Brenner und Innichen waren zuvor relativ bedeutungslose Durchgangsstationen und wurden erst durch die Teilung Tirols infolge des Friedensvertrags von Saint-Germain zu Grenzbahnhöfen, wo Lokomotiven wendeten. Und im Fall von Mals war nach der Grenzziehung absehbar, dass die ursprünglich geplante Weiterführung der Vinschgaubahn als Reschenbahn über den Reschenpass bis Landeck nicht mehr verwirklicht werden würde.
Die Stadt Carbonia auf Sardinien wurde erst 1937 gegründet, die Bahnlinie wurde 1956 eröffnet. Der Bahnhof in Oristano besteht seit 1872, die Bahnlinie Cagliari–Golfo Aranci Marittima wurde 1920 von den Ferrovie dello Stato übernommen. Wann und warum das Gleisfünfeck im Bahnhof gebaut wurde, ist nicht bekannt.
Unzweifelhaft ist, dass der gegenüber einem Gleisdreieck (oder gar einer Wendeschleife) geringere Platzbedarf speziell im Gebirge vorteilhaft war. Noch raumsparender wäre eine weithin übliche Drehscheibe gewesen, deren wintersicherer Betrieb bei viel Schnee und Eis allerdings kaum zu gewährleisten gewesen wäre.

## Modellbahn

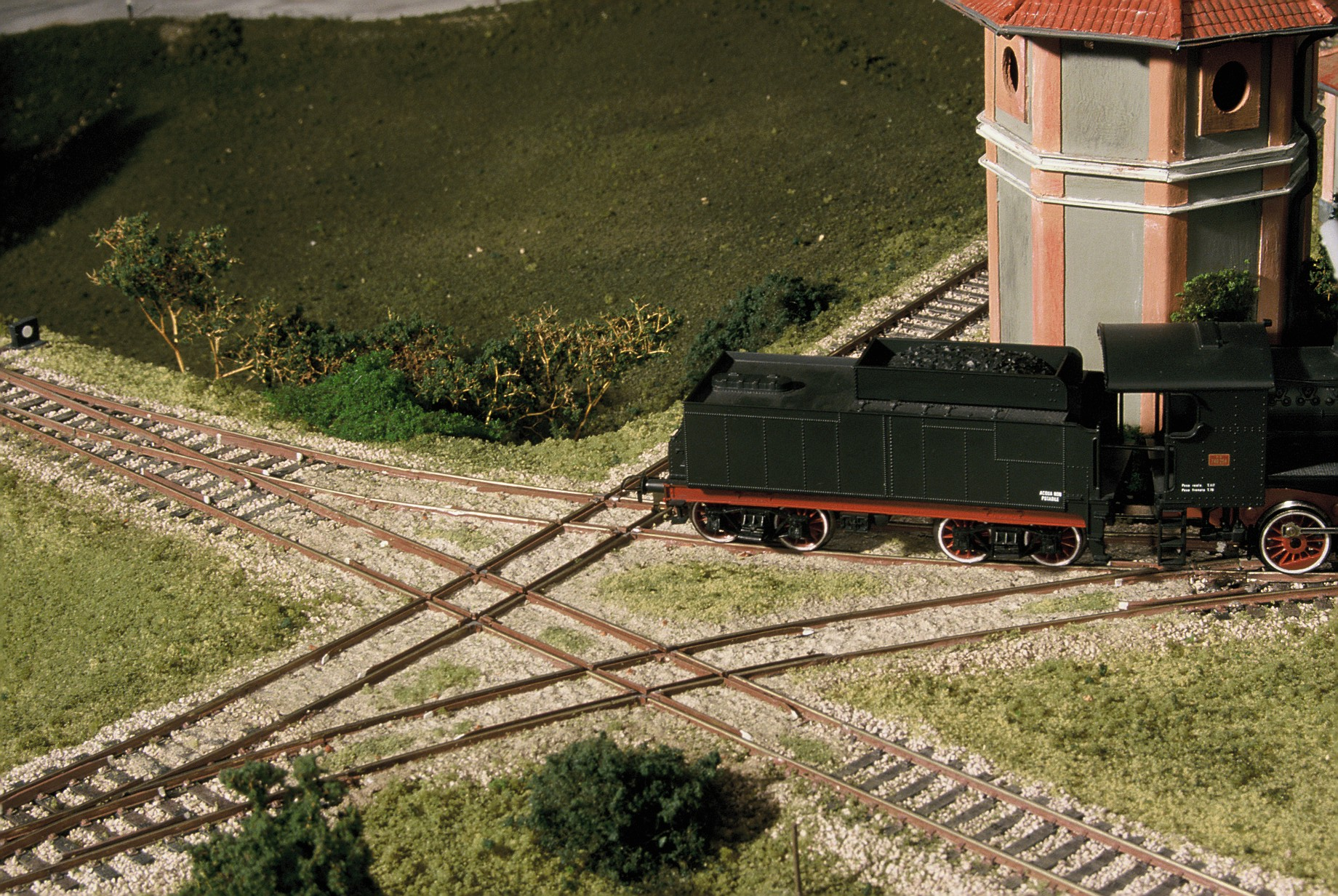
Funktionsfähiger Modell-Wendestern in der Baugröße H0

Auch auf Modellbahnanlagen sind Gleisfünfecke trotz des auch im Modell faszinierenden Betriebs sehr selten, nicht nur aufgrund der eingeschränkten Wahl konkreter Vorbilder: Zumindest für die drei im Gleisbogen liegenden Kreuzungen ist kein industriell gefertigtes Gleismaterial erhältlich. Zudem wird der im Falle des Zweileitersystems bereits bei Wendeschleifen und Gleisdreiecken gegebene schaltungstechnische Aufwand durch die drei Kreuzungen noch erheblich gesteigert: Während des Wendevorgangs muss irgendwo die Polung beider Schienen getauscht werden, ohne dass es vorher oder nachher zu Kurzschlüssen kommt. 
Dennoch sind sie auch im Modell bereits erfolgreich und betriebssicher realisiert worden. Eine betriebsfähige Nachbildung des Gleisfünfecks von Mals im Maßstab 1:87 (H0) befindet sich auf der Anlage der „Eisenbahnwelt“ in Rabland (Südtirol), die überdies die größte digital betriebene Modelleisenbahnanlage Italiens ist.